# Edmonia Henderson
Jennie Katherine Edmonia Henderson (1900 – 17 februari 1947) was een Amerikaanse blues- en gospelzangeres, die ook opnam onder de naam Catherine Henderson.

## Biografie
Henderson werkte tijdens de jaren 1920 met o.a. Lovie Austin, Jelly Roll Morton, Tommy Ladnier en Johnny Dodds, met wie ze songs opnam voor Paramount Records en Vocalion Records, als Catherine Henderson ook voor Okeh Records. Tot haar bekendste songs behoren Brown Skin Man, Traveling Blues, Georgia Grind en Dead Man Blues. Tussen 1923 en 1926 werkte ze (als Edmonia Henderson) mee bij zes opnamesessies.
Edmonia 'Catherine' Henderson dien niet te worden verwisseld met de zangeres Katherine Henderson, die in 1930 opnam voor Velvet Tone Records.

## Overlijden
Edmonia Henderson overleed in februari 1947 op 47-jarige leeftijd.
- Bibliothèque nationale de France: cb14186446d (data)
- International Standard Name Identifier: 0000 0000 4093 6293
- Library of Congress Control Number: n2004079579
- MusicBrainz: acd39aa2-4be8-4e9e-a9f9-648e7b0d19a2
- Virtual International Authority File: 38770153
- WorldCat: E39PBJB8rJVkQ4gCKhmyMTXWXd